# ランシアン
ランシアンあるいはランス期（Lancian）とは北アメリカの白亜紀後期の動物相の一つ。名称はランス累層に由来する。

## 地質学
ジュディシアンからランシアンへの地上の堆積層は全体的に回帰的であるため、保存された化石群集の変化は系統的な変化だけでなく山岳付近の生息地から沿岸域の生息地までの生態域についても起こっている。

## 古地理学
ランシアンにおいてトサカをもつハドロサウルス類は、もはや北アメリカ西部のどの州の支配的住民でもなくなっていた 。レーマンは生存した３属のカスモサウルス亜科（トリケラトプス、ネドケラトプス、トロサウルス）に加え、最近発見されたオジョケラトプス、レガリケラトプス、およびブラヴォケラトプスもこの時代まで生存していたかも知れないとしている。最近、トロサウルスがトリケラトプスのシノニムである可能性が示唆されているが、これは依然として議論の対象となっている。エドモントサウルス、クリトサウルス、サウロロフスのようなサウロロフス亜科の恐竜、および最近発見されたハドロサウルス類、アウグスティノロフスは、いずれも、前時代のランベオサウルス亜科のような目立つトサカを欠いている 。
曲竜はいくつかの属にまで減少し、アノドントサウルスやアンキロサウルスのようなアンキロサウルス科、ならびにデンバーサウルス、エドモントニアおよびグリプトドントペルタのようなノドサウルス科の動物だけが既知の生存者であった。南部では、ランシアンへの移行は、より劇的であり、レーマンは、 "見かけ上ジュラ紀のアスペクトを持つ動物群の急激な再来 "と表している 。テキサスの動物相はアラモサウルス、ブラヴォケラトプスおよびオジョケラトプスの繁栄によって支配されていた。

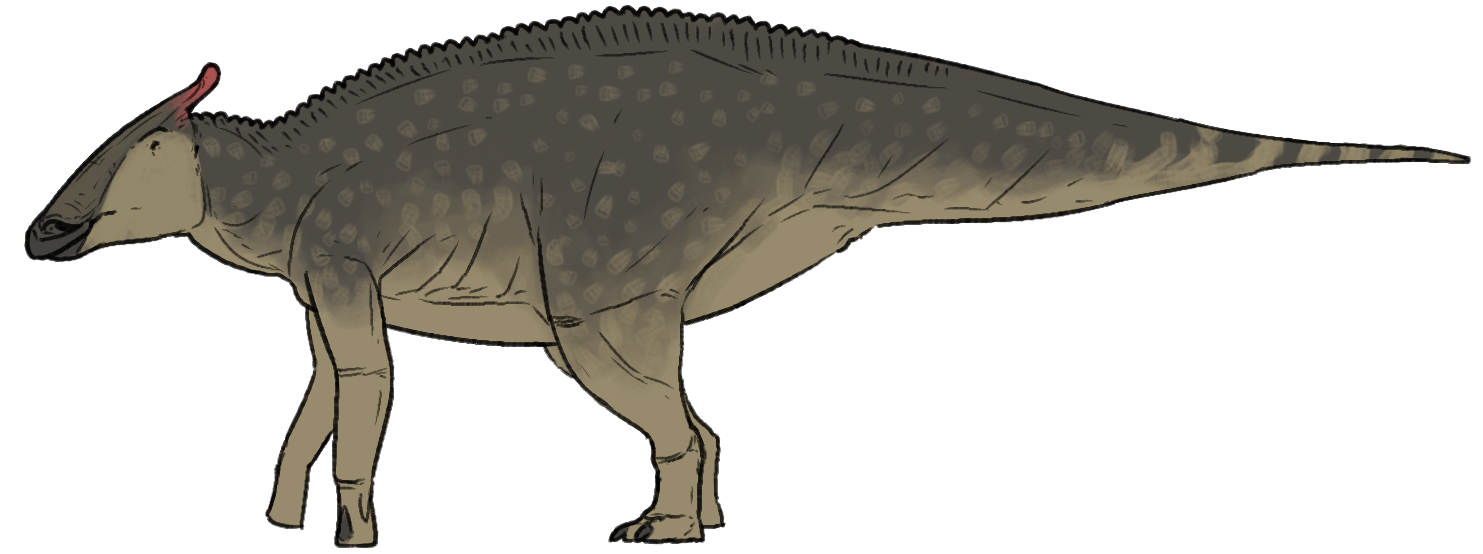
サウロロフス

生態系の変化の中で植物食動物のコミュニティの構成に起こった極端な変化は、生態系の植物相の変化が最も直接的な原因ではあるが、おそらく究極のものではない  。海面降下に伴う内陸気候の乾燥は、白亜紀後期北米西部で発生した環境変化の一部を説明することができる 。
多くの恐竜に享受された湿地の生息地は、縮小し断片化していたと思われる。多くの種は地理的に非常に限られた範囲で暮らしていた為、その種の個体数を支持するのに必要な面積が足りなくなった可能性がある。
しかし、湿地環境が縮小したという直接的な証拠はない。レーマンは、海岸線の150m以内の沿岸低地の面積は実際には大幅に増加していたに違いないと主張している。さらに、内陸または乾燥した環境に住んでいた恐竜はランス期で最も栄えていた。アラモサウルスとケツァルコアトルスの関係は、おそらく半乾燥した内陸の平原を示準している。以前の研究でジャック・ホーナーは、湾岸沖地震の際の海面上昇が、沿岸低地を海に沈め、いくつかの恐竜の種の棲息域が、化石記録が示唆しているように真に限られていたならば、急激な海面上昇と低下が数種類の恐竜による急速な繁殖を可能にしたかもしれないと指摘している。
恐竜の種の出現または再現は、アジアからの渡りによって説明することができる。ノドケファロサウルスのような恐竜はアジアの曲竜の形態に似ており、サウロロフスはアジアと北米の両方で生息していた。潜在的な“アジア系移民”は特に高地環境でよく見られた
。
アラモサウルスの出現は、南アメリカからの渡りを代表していると言えるだろう。クリトサウルスおよびアヴィサウルスを含むいくつかの分類群は両大陸で同時に存在していたかもしれない。アラモサウルスは、その環境において非常に突発的に現れ、優位なニッチを獲得することに成功した。一部の科学者は、アラモサウルスはアジアからの移住者であると推測している。内陸の動物は、沿岸の種よりも固有種である可能性が高く、水域を渡る能力が低い傾向がある。さらに白亜紀前期においてティタノサウルス類は既に知られていたため、アラモサウルスにとっての北アメリカの潜在的祖先が既に存在していたと言える。一方、ケツァルコアトルスは北アメリカで突然出現し、広い範囲に放散した。これは、渡りではなく繁栄に適した生息環境の拡大を表しているかも知れない。ランシアンでの再出現の前に、白亜紀前期の時点で基盤的なネオケラトプス類が既に北米に存在していたことが化石からわかっているため、ネオケラトプス類についてはアジアからの渡りについて言及することができない。レーマンは、渡りという説明はランシアンでの恐竜のターンアラウンドの理由として「特に魅力的ではない」（ "not particularly compelling."）と述べている。
動物相の変遷は、沿岸低地であった区域が河川によって崩壊した事に起因するというより、原始的な形態をもった種の衰退によって説明されるかもしれない。
南部では、竜脚形類はハドロサウルス類とケラトプス類の両方に取って代わられた。北部では、ハドロサウルスは恐竜の生態系において「一次消費者」のニッチに降格されたが、両者は依然として存在していた 。
エドモントサウルスは北部の主たるハドロサウルス類であった 。
白亜紀の終わりには、ほとんどの生態系の大型植物食動物は単一種によって支配されていた。北部ではトリケラトプス、南部ではアラモサウルスのみになっていた。このような変遷は、ララミーの起源とロッキー山脈の隆起と時期的に一致する。岩石学的な調べによると、地層は気候の変化、そして相対的な海面水準の著し低下が起こった事を示している。レーマンは、高地の棲息域が移動し、植物食性恐竜が食べる植生の分布に変化が起こったと主張している。ジュディシアンの終わりの時点で、北米は770万平方kmの面積を持っていたが、ランシアンの終わりまでには1790万平方kmに達し、最終的にほぼ現代と同じ2250万平方kmに達した。